# 勅使村
勅使村（ちょくしむら）は、石川県江沼郡に存在した村。
かつてこの地に、花山法皇、一条天皇の勅使の滞在する所（逗留所）が在ったということが、村名の由来とされている。

## 地理
- 現在の加賀市東部。江沼平野と丘陵部と境を成す所に位置。
- 当時は北陸鉄道連絡線（粟津線）が当村内を通り、粟津温泉、山中温泉などと連絡していた。
- 古墳が多い所であり、狐山古墳、丸山横穴古墳、花山法皇の御陵であるといわれる法皇山横穴古墳などがある。
- 当時の主な産業は、九谷焼製造（勅使、栄谷、松山）、瓦製造（松山、上野）、織物（勅使、栄谷）、石材（宇谷）など。
- 河川：動橋川、那谷川、宇谷川

## 歴史
- 1889年（明治22年）4月1日 - 町村制の施行により、勅使村、宇谷村、栄谷村、山本村、松山村、清水村、河原村、森村、二子塚村、上野村及び津波倉村の区域をもって、勅使村が発足する。
- 1889年（明治23年） - 大字山本が無人化。
- 1893年（明治27年） - 大字津波倉がこの当時においては無人化[3]。
- 1914年（大正11年） - 温泉電軌（後の北陸鉄道連絡線）の河南 - 山代東口 - 粟津温泉間が開業。勅使村内に宇和野駅、勅使駅が開業。
  - その後、当村内に同線の森区駅、栄谷駅（以上1915年6月15日）、東栄谷駅（1917年12月20日）、二ッ屋駅（1927年1月1日）がそれぞれ開業。
- 1955年（昭和30年）1月20日 - 山代町、勅使村及び東谷口村が合併して、改めて山代町が発足する。11大字は山代町の大字に継承。
- 1958年（昭和33年）1月1日 - 大聖寺町、山代町、橋立町、片山津町、動橋町、南郷村、三谷村、三木村及び塩屋村が合併して、加賀市が発足する。山代が山代温泉に名称を変更する他は、旧勅使村の11大字を含む25大字は加賀市の町名に継承。

## 交通

### 鉄道路線
- 北陸鉄道（当村廃止当時の駅）
  - 連絡線：宇和野駅 - 森区駅 - 二ッ屋駅 - 勅使駅 - 栄谷駅 - 東栄谷駅

## 教育
- 勅使村立勅使小学校（現・加賀市立勅使小学校）
- 勅使村立勅使中学校（山代町合併後約2か月半後の1955年4月1日、山代町立山代中学校（現・加賀市立山代中学校に統合）